# Retouche numérique
Pour les articles homonymes, voir retouche (homonymie).

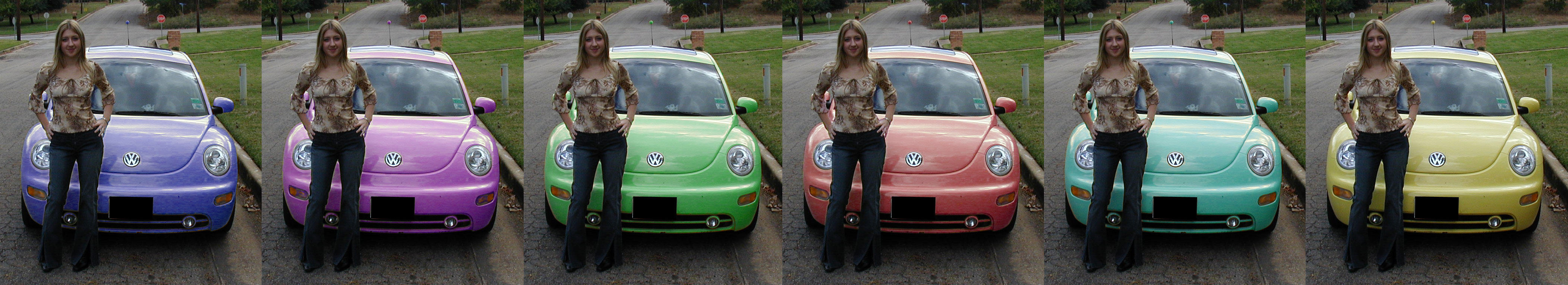
Exemple de colorisation.

La retouche numérique est le processus d'altération délibérée d'images numériques, qu'elles soient des photographies ou d'autres pictogrammes créés par ordinateur. La manipulation se fait au moyen de logiciels spécialisés dans les images matricielles ou vectorielles.